# Vicente González Moreno
Vicente González Moreno (Cádiz, 9 de diciembre de 1778-Urdax, 6 de septiembre de 1839) fue un militar español que participó en la Guerra de Independencia y en la Primera Guerra Carlista. Fue el responsable de la ejecución del general Torrijos en 1831 y uno de los generales que apoyó a Carlos María Isidro de Borbón en su lucha por el trono contra Isabel II.

## Biografía

### Carrera militar
Nació en Cádiz el 9 de diciembre de 1778. Siendo cadete participó en la guerra contra la Convención y después en la Guerra de la Independencia Española donde alcanzó el grado de brigadier. Se opuso al régimen liberal durante el Trienio de 1820-1823 con el cargo de capitán general del Reino de Granada.

### Fusilamiento de Torrijos
Compañero de armas del general Torrijos, aprovechó su amistad para tenderle una trampa: mientras Torrijos se encontraba en Gibraltar intentando entrar a España para intentar acabar con la Década Ominosa, le envió un mensaje (firmado con el nombre clave Viriato) sugiriéndole desembarcar en Vélez-Málaga, ya que se comprometía a sublevar la guarnición de Málaga. Una vez rodeado Torrijos, González Moreno pactó con él la rendición, pero fusiló a todos sin juicio. Este acto le valió el sobrenombre de verdugo de Málaga.

### Apoyo a la causa carlista
En 1832 se declaró seguidor del carlismo por lo que fue depuesto de su destino y arrestado en Cádiz. Se escapó de la prisión y huyó a Portugal incorporándose al séquito de don Carlos que más tarde embarcaría con dirección a Inglaterra.
En 1835 regresó a España y tras la muerte del general Zumalacárregui y el levantamiento del sitio de Bilbao el 1 de julio de 1835, fue nombrado jefe del estado mayor el 4 de julio de 1835. No fue bien aceptado por los batallones carlistas, en especial por los navarros. Y el genial cuerpo de Aduaneros carlistas creado por Zumalacárregui se negaba una y otra vez a facilitar a su nuevo jefe los valiosos informes que obtenían al observar tan de cerca los movimientos de las tropas enemigas. 
Nada más recibir su nuevo mando, González Moreno decidió trasladar gran parte del ejército que había estado sitiando Bilbao al frente sureste de Navarra. Por Salvatierra y Zúñiga llegó el 12 de julio de 1835 a Arróniz donde le alcanzó el Pretendiente que marchaba tras él con su séquito. Ambos decidieron pasar a la orilla izquierda del río Arga y presentar allí batalla a las tropas isabelinas. González Moreno llegó al día siguiente frente a Puente la Reina pero imposibilitado de cruzar el río Arga por la guarnición que dominaba el puente, la sitió y cruzó el río algo más abajo, por el puente que existe frente a Mendigorría, acuartelando en este lugar sus batallones. Desde esta pequeña localidad se extiende hacia el Sur la gran llanura de Valdecaballos que llega hasta Larraga. Las tropas isabelinas, a cuyo frente se encontrada Luis Fernández de Córdova, teniendo como jefe de una de sus divisiones al experimentado Espartero y que habían conseguido forzar el sitio de Bilbao, al enterarse de la marcha de Vizcaya hacia Navarra del ejército carlista, también se había dirigido hacia el Arga pero dando el gran rodeo por Orduña, Miranda de Ebro, Logroño y Lerín, llegando el 15 de julio de 1835 a Larraga. Al día siguiente tuvo lugar la batalla de Mendigorría, en la que el potente ejército de González Moreno no atacó en ningún momento a las tropas que marchaban desde Larraga a Mendigorría por la llanura de Valdecaballos sino que se limitó a atrincherar sus tropas en los diminutos cerros de la Corona que se levantan delante de Mendigorría. De estas trincheras fueron rápidamente desalojadas por los isabelinos, poniéndose a salvo en la orilla derecha del río Arga. Fernández de Córdova no supo aprovechar la magnífica caballería de la que disponía, ya que esta habría podrido aniquilar al ejército carlista cuando se ponía a salvo en desordenada fuga. A pesar de todo, González Moreno ganó el ascenso a capitán general en las filas carlistas tras sus hazañas en la batalla de Villar de los Navarros. 
Enemigo del general Rafael Maroto, fue uno de los principales oponentes al Convenio de Vergara. Después de la firma de dicho convenio, González Moreno huyó a Francia pero en el camino fue víctima del asalto de unos soldados carlistas y fue asesinado en Urdax el 6 de septiembre de 1839.

## Mención durante la guerra civil
En 1938, en plena guerra civil española, el poeta Antonio Machado trazó un paralelismo entre González Moreno y los jefes militares sublevados en un artículo publicado en Nuestra Bandera con el título «Torrijos y sus compañeros»:

Pensad en lo que han visto las costas de Málaga aquel día, en lo han visto más de un siglo después, en lo que pueden ver todavía. La España joven, que mira hacia el futuro, vilmente asesinada; la infatigable primavera española, que tantas veces ha florecido con sangre, ahogada por el muérdago, consumida por la cizaña de la abyección y de la vejez.. Porque González Moreno, el tigre de Málaga, traidor a su pueblo..., forma parte de una abominable tradición de felones y de verdugos, que todavía hoy no se ha extinguido en España. Todos sabemos cómo se llaman los González Moreno de nuestros tiempos.